# Opérateur de différence
En mathématiques, l'opérateur de différence fait correspondre à une application, {\displaystyle f}, une autre application de la forme {\displaystyle x\mapsto f(x+a)-f(x+b)}.
L'opérateur de différence avant, défini par
{\displaystyle \Delta f(x)=f(x+1)-f(x),}
apparaît fréquemment dans les calculs de différences finies, où il joue un rôle formellement similaire à la dérivation, mais est utilisé dans les cas discrets. Les équations aux différences peuvent souvent être résolues avec des techniques très semblables à celles utilisées pour résoudre les équations différentielles.
De façon analogue, nous pouvons définir l'opérateur de différence arrière :
{\displaystyle \nabla f(x)=f(x)-f(x-1).}